# Victoria de Hohenlohe-Langenburg
La princesse Victoria Elisabeth de Hohenlohe-Langenburg y Schmidt-Polex (en allemand : Victoria Elisabeth Prinzessin zu Hohenlohe-Langenburg), née le 17 mars 1997 à Malaga, est une aristocrate germano-espagnole. En tant que chef de la maison de Medinaceli, l'une des familles aristocratiques les plus importantes d'Espagne, elle est la 20e duchesse de Medinaceli et grande d'Espagne, entre autres titres espagnols ; 
de plus, elle est princesse de Hohenlohe-Langenbourg et membre de la maison de Hohenlohe, une dynastie princière allemande.
Avec 43 titres de noblesse légalement reconnus en Espagne, elle est l'aristocrate la plus titrée du monde. En tant que comtesse de los Molares, elle est également adelantada mayor d'Andalousie. Elle est dix fois grande d'Espagne.

## Biographie

### Vie et famille
Elle est la fille aînée du prince Marco de Hohenlohe-Langenburg, 19e duc de Medinaceli et de Sandra Schmidt-Polex. Sa grand-mère paternelle est Ana Luisa de Medina, 12e marquise de Navahermosa et 10e comtesse d'Ofalia, décédée en 2012. Victoria a hérité du titre de comtesse d'Ofalia et son frère cadet, le prince Alexander Gonzalo, est le 14e duc de Ciudad Real et le 13e marquis de Navahermosa.
Elle a grandi et a passé la majeure partie de sa vie à Munich.
Elle étudie les relations internationales à l'école de commerce européenne (Instituto de Empresa) de l'IE University de Madrid. Elle  est par ailleurs trilingue.
Elle se fiance en mai 2023 à son petit-ami Maxime Corneille (Maxime Corneille Iribarren, né en 1997), un analyste financier d'origine française et argentine, et ils sont mariés le samedi 14 octobre 2023 par le père Ignacio Jiménez Sánchez-Dalp (es) (confesseur de la jeune duchesse de Medinaceli et conseiller spirituel de feue la duchesse d'Albe) en l’église San Miguel à Jerez de la Frontera, en présence notamment du parrain du marié, le prince Pierre d'Arenberg, et de l'amie d'enfance de la mère du marié, Alexia Iribarren Rossi-Montero, la reine Máxima des Pays-Bas accompagnée de son époux le roi Willem-Alexander.

### Titres de noblesse
Après le décès de son père, le 19 août 2016, elle devient héritière du duché de Medinaceli ainsi que des droits de son père dans la succession des titres de son arrière grand-mère, Victoria Eugenia Fernández de Córdoba, 18e duchesse de Medinaceli. Le 22 mai 2017, le Bulletin officiel publie la lettre royale de succession en sa faveur. Le 9 octobre 2017 y est publiée la lettre royale de succession en sa faveur du comté de San Martín de Hoyos, du marquisat de Cilleruelo et du marquisat de San Miguel das Penas y la Mota,,.
Le Bulletin officiel du 22 janvier 2018 publie la lettre royale de succession en sa faveur du comté de Santa Gadea, du duché d'Alcalá de los Gazules, du duché de Camiña, du duché de Denia, du duché de Tarifa, du marquisat d'Aytona, du marquisat de Camarasa, du marquisat de la Torrecilla et du marquisat de Priego, tous avec grandesse d'Espagne.
Le Bulletin officiel du 20 mars 2018 publie la lettre royale de succession en sa faveur des comtés d'Alcoutim, d'Amarante, de Castrogeriz, d'Ossona, de Prades, du Risco, et des marquisats d'Alcalá de la Alameda, de Comares, de Denia, de las Navas, de Malagón, de Montalbán et du marquisat de Tarifa.
Le Bulletin officiel du 1er juin 2018 publie la lettre royale de succession en sa faveur des marquisats de Villafranca et de Villa Real, des comtés d'Aramayona, de Buendía, de Castellar, de Cocentaina, de Medellín, de los Molares, de Moriana del Río, de Valenza y Valladares, de Villalonso, ainsi que des vicomtés de Bas, de Cabrera, de Linares et de Villamur.

### 10 titres avecgrandesse d'Espagne

#### 5duchés
- 20e duchesse de Medinaceli
- 17e duchesse d'Alcalá de los Gazules
- 15e duchesse de Camiña
- 5e duchesse de Denia
- 5e duchesse de Tarifa

#### 4marquisats
- 15e marquise d'Aytona
- 18e marquise de Camarasa
- 12e marquise de la Torrecilla
- 18e marquise de Priego

#### 1comté
- 19e comtesse de Santa Gadea

### 33 titres sansgrandesse d'Espagne

#### 11marquisats
- 20e marquise de Tarifa
- 17e marquise de Montalbán
- 15e marquise de Malagón
- 18e marquise de las Navas
- 20e marquise de Denia
- 17e marquise de Comares
- 15e marquise d'Alcalá de la Alameda
- 15e marquise de Cilleruelo
- 10e marquise de San Miguel das Penas y la Mota
- 16e marquise de Villafranca
- 13e marquise de Villa Real

#### 17comtéset unadelantazgo
- 11e comtesse d'Ofalia
- 5e comtesse de San Martín de Hoyos
- 20e comtesse du Risco
- 26e comtesse de Prades
- 23e comtesse d'Ossona
- 13e comtesse de Castrogeriz
- 16e comtesse d'Amarante
- 20e comtesse d'Alcoutim
- 14e comtesse d'Aramayona
- 25e comtesse de Buendía
- 20e comtesse de Castellar
- 21e comtesse de Cocentaina
- 20e comtesse de Medellín
- 21e comtesse de los Molares, adelantada mayor d'Andalousie
- 12e comtesse de Moriana del Río
- 18e comtesse de Valenza y Valladares
- 15e comtesse de Villalonso

#### 4vicomtés
- 47e vicomtesse de Bas
- 45e vicomtesse de Cabrera
- 13e vicomtesse de Linares
- 43e vicomtesse de Villamur.

### Titulature
- Son Altesse sérénissime la princesse doña Victoria Elisabeth de Hohenlohe-Langenburg y Schmidt-Polex (1997-2016) ;
- Son Altesse sérénissime la princesse doña Victoria Elisabeth de Hohenlohe-Langenburg y Schmidt-Polex, 10e comtesse d'Ofalia (2016-2017) ;
- Son Altesse sérénissime la princesse doña Victoria Elisabeth de Hohenlohe-Langenburg y Schmidt-Polex, 20e duchesse de Medinaceli, grande d'Espagne (depuis 2017).